# Arnaldo Momigliano
Arnaldo Dante Momigliano (Caraglio, 5 de setembro de 1908 – Londres, 1 de setembro de 1987) foi um  historiador italiano.

## Biografia
Tornou-se professor da Universidade de Turim em 1936, mas foi proibido de lecionar em 1938 por conta da política antissemita de Benito Mussolini. Exilou-se na Inglaterra, onde atuou pelo resto da carreira, a princípio na Universidade de Oxford e depois na University College London, de 1951 a 1975. Momigliano se especializou em estudos sobre historiografia antiga, tanto clássica quanto judaica e oriental. Momigliano é considerado um dos mais importantes e influentes historiadores do século XX, cuja contribuição nas áreas da história da historiografia, da história antiga e dos estudos clássicos é amplamente reconhecida. Em seis décadas de atividade acadêmica, que vão de 1927 até 1987, o autor publicou mais de setecentos artigos e resenhas, formando uma extensa e difundida obra.

## Obra

### Traduções para o português
- Os Limites da Helenização: a interação cultural das civilizações grega, romana, celtica, judaica e persa. Rio de Janeiro: Zahar, 1991. ISBN 8571101795
- As raízes clássicas da historiografia moderna. Bauru: EDUSC, 2004. ISBN 9788838317200
- História antiga e o antiquário. Anos 90, Porto Alegre, v. 21, n. 39, 2014. doi:10.22456/1983-201X.43194